# Convento di San Pasquale Baylon
Il convento e la chiesa di Pasquale Baylón, sorgono su un'altura che domina la città di Lizzano, a nord del paese. Rappresenta uno dei centri culturali più vivi di Lizzano ed è tra le principali attrazioni turistico-religiose della zona grazie alle varie manifestazioni che vi si svolgono tra cui la famosa rappresentazione della Passione di Gesù Cristo.
Vi dimorano i Frati Minori della provincia minoritica del Salento.

## Storia
I marchesi della Terra di Lizzano, D. Nicola Chyurlia e la moglie D. Porzia De Luca, ebbero una grande importanza per la fondazione del convento San Pasquale Baylon di Lizzano; essi manifestarono la loro pia intenzione di fondare un convento ai Padri della Provincia residenti a Napoli, in quel tempo capitale del Regno, perché da quelli dipendeva il consenso; contemporaneamente presentarono "istanze e preghiere", quasi continue, ai religiosi dei conventi di Lecce, i quali, però, per circa trenta anni, non accettarono per diversi motivi.

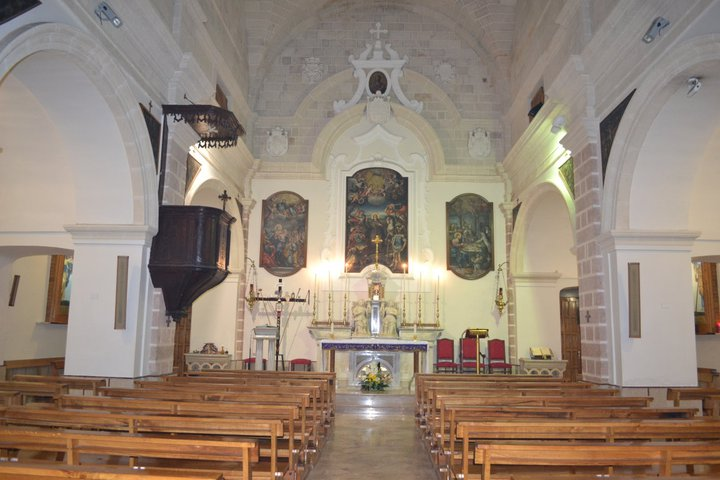
Interno della chiesa.

Finalmente l'8 agosto 1732, Fra Gaetano di san Nicolò, ministro provinciale, scrisse al marchese D. Nicola Chyurlia, per dargli la facoltà di erigere, nella Terra di Lizzano, un convento per ospitare i frati della Riforma alcantarina.
Il 6 giugno 1734, dopo aver espletato le necessarie formalità, i frati presero possesso del suolo, su cui doveva sorgere il convento, la chiesa e il giardino, utilizzato fino ad allora come aia cittadina. I frati, destinati a formare la fraternita religiosa, presero dimora momentaneamente presso un ospizio del luogo e vi dimorarono fino al 21 agosto 1742, data in cui si trasferirono nella nuova e definitiva residenza: il convento San Pasquale Baylon.
Intanto i frati, nel piccolo centro e nei paesi vicini, erano ammirati per la loro disponibilità apostolica.
Alla fine del Settecento in tutta l'Europa (e in particolare nel Regno di Napoli), in particolar modo dal 1799 anno della "Rivoluzione Napoletana", si scatenò la furia anticlericale. Molti conventi furono soppressi e destinati a pubblici uffici e i religiosi, che vi dimoravano, furono allontanati dalle proprie Case Religiose.
Il convento di Lizzano subì la stessa sorte nel 1811.
Passata questa nefasta ventata, il Comune di Lizzano, fin dal 1816, presentò ripetutamente richiesta alle competenti autorità per il ritorno dei frati nel paese, ma non fu accolta; nel 1835 i locali furono assegnati in rendita ai padri ospedalieri di San Giovanni di Dio di Taranto.
Dopo varie insistenze della popolazione, i frati alcantarini ritornarono a Lizzano il 6 gennaio 1853, riprendendo il possesso della chiesa, del convento e del giardino.
Il 7 luglio 1866 il Governo italiano decretò la soppressione dei Conventi, adibendoli ad uffici pubblici ed in base a quella legge anche il Convento di Lizzano fu soppresso.
Il 29 novembre 1866 il consiglio comunale deliberò che gli stabili fossero adibiti ad ospizio per i poveri e asilo infantile, mentre la chiesa di San Pasquale Baylon rimase aperta al culto, officiata da due religiosi.
Nel 1886 padre Ferdinando di San Giuseppe acquistò il convento ed il giardino, ma non la chiesa di San Pasquale e poi, un anno dopo, li rivendette alla signorina Angelica Campo, una proprietaria di Lizzano.
Nel 1889 Angelica Campo cedette l'uso e l'usufrutto del Convento e del giardino ai frati francescani.
Nel 1890 il convento divenne casa di formazione con la scuola di teologia, ma dopo quattro anni venne trasferita a Squinzano.
Nel 1907 Angelica Campo morì ed il Convento passò a suo fratello Francesco a cui, dopo la morte, avvenuta il 24 dicembre 1918, successe il figlio Pietro, il quale esasperò talmente la situazione che i superiori trasferirono l'intera fraternità, abbandonando ogni cosa, per cui, nel 1922, il convento, libero dalla presenza dei frati, venne destinato a caserma dei carabinieri.
Lo stesso Pietro Campo, subito dopo la partenza dei frati, vendette il convento e una parte dell'orto al signor Giuseppe Rosati, che lo usò come deposito di paglia, tabacco e riparo ad un ovile.
Il 23 dicembre 1939, grazie all'interessamento di un'apposita commissione, i frati fecero ritorno nel convento di Lizzano. Riprese così la vita regolare e l'attività apostolica che sempre aveva contraddistinto i frati.
Dal 1º settembre 1942 al 15 marzo 1944 il convento fu adibito a caserma per i militari antiparacadutisti.
Finita la guerra, a partire dal 1946, padre Stefano Marchionna, frate molto stimato ed amato dai lizzanesi, pian piano fece rifiorire la vita intorno al convento con le varie attività liturgiche, apostoliche e culturali.